# Metin Kaplan
Muhammed Metin Kaplan (* 14. November 1952 in Erzurum, Türkei) – selbst ernannter „Kalif von Köln“ – ist ein islamistischer Fundamentalist, der in Köln lebte und 2004 in die Türkei abgeschoben wurde.

## Lebenslauf
Kaplan stammt aus der Türkei und kam im August 1982 mit einem Touristenvisum, welches bis zum 25. Dezember 1982 gültig war, nach Deutschland. Eine Verlängerung des Touristenvisums wurde abgelehnt und Metin Kaplan drei Monate Zeit zum Verlassen der Bundesrepublik gegeben. Ob Kaplan die Bundesrepublik verließ, ist unklar, denn es gibt Hinweise darauf, dass er von 1983 bis 1986 als Vorbeter einer Moschee in Esslingen am Neckar lebte. Ferner war er Redakteur für die Verbandszeitschrift des „Kalifatstaats“. Im Juli 1986 reiste Kaplan mit einem legalen Touristenvisum erneut in die Bundesrepublik ein und zog nach Köln. Er stellte 1988 einen Asylantrag. Im Jahr 1992 gewährte das Bundesamt für die Anerkennung ausländischer Flüchtlinge Metin Kaplan Asyl, da das Verwaltungsgericht Köln feststellte, Kaplan drohe in der Türkei eine strafrechtliche Verfolgung, weil er Kopf einer fundamentalistischen Bewegung sei.
Als Nachfolger seines 1995 gestorbenen Vaters Cemaleddin Kaplan führte er die radikale Vereinigung „Kalifatstaat“. Ob Metin Kaplan tatsächlich der leibliche Sohn von Cemaleddin Kaplan ist, ist unklar. Es gibt Hinweise, dass er der Sohn von Cemaleddin Kaplans Schwester ist und nur adoptiert wurde, was Metin Kaplan aber bestreitet.
1996 rief er öffentlich zur Ermordung seines 29-jährigen politischen Gegners Halil Ibrahim Sofu auf. Nachdem dieser am 8. Mai 1997 in seiner Mietwohnung tatsächlich erschossen worden war, begannen die städtischen Behörden ein Ausweisungsverfahren, welches nach mehreren Gerichtsurteilen am 12. Oktober 2004 mit der Abschiebung endete. Kaplan war bis 2016 in einem Typ-F-Gefängnis inhaftiert, nachdem er in der Türkei Mitte 2006 wegen Hochverrats zu lebenslanger Haft verurteilt wurde. Wegen des mutmaßlich unfairen Verfahrens in der Türkei und Gefahr der Folter konnte er erst nach jahrelangen Verfahren vor Gerichten abgeschoben werden. Bis zum Zeitpunkt der Abschiebung waren seine Akten bei der Kölner Ausländerbehörde auf über 2500 Seiten angewachsen. Metin Kaplans Frau und die drei Kinder verblieben nach seiner Abschiebung in Deutschland.
In den 1990er Jahren bis zu den Terroranschlägen am 11. September 2001 war Metin Kaplan der bekannteste islamische Fundamentalist in Deutschland. Er fand bis zu seiner Abschiebung große Beachtung in den Medien. So war er auf dem Titel der Zeitschrift Der Spiegel 2004/24 zu sehen. Die Ausgabe trug den Titel Der Fall Kaplan oder: Wie der Staat sich von seinen Gegnern vorführen lässt.

## Öffentliche Äußerungen
Ein politischer Gegner Kaplans, Halil Ibrahim Sofu, genannt Yusuf Hoca, der sich in Berlin zum Gegenkalifen ausrufen ließ, wurde am 8. Mai 1997 ermordet.
Zuvor forderte Kaplan in seiner Verbandszeitung Ümmet-i Muhammed vom 19. Juli 1996 den Tod des Gegenkalifen: „Was passiert mit einer Person, die sich, obwohl es einen Kalif gibt, als einen zweiten Kalifen verkünden läßt? Dieser Mann wird zur Reuebekundung gebeten. Wenn er nicht Reue bekundet, dann wird er getötet.“
Zu einer weiteren Radikalisierung der Bewegung Kaplans kam es durch einen Aufruf Kaplans vom 14. Mai 1998: Mobilisierungsruf zum allgemeinen Glaubenskampf.

## Juristische Verfahren
Von 1999 bis zur Abschiebung 2004 kam es allein vor dem Verwaltungsgericht in Köln zu 23 Verfahren in Sachen Metin Kaplan und Kalifat. Ferner kam es zu Verfahren vor den folgenden Gerichten: Amtsgericht Köln, Landgericht Köln, Oberlandesgericht Düsseldorf, Oberverwaltungsgericht Münster, Bundesverwaltungsgericht Leipzig und Bundesverfassungsgericht Karlsruhe. Dabei ging es auch um die Rückzahlung der Sozialhilfe von 1988 bis 1999. Er sollte 150.000 Euro Sozialhilfe zurückzahlen, die er, seine Frau und seine drei Kinder erhalten hatten. Denn die Polizei hatte bei einer Durchsuchung seiner Wohnung 1998 2 Millionen Mark und kiloweise Gold gefunden und beschlagnahmt.
Aufgrund des Mordaufrufs von 1996 und des Mobilisierungsrufs zum allgemeinen Glaubenskampf von 1998 leitete der Generalbundesanwalt ein Ermittlungsverfahren gegen ihn und andere Personen aus dem Führungskreis des Verbands wegen des Verdachts der Bildung einer terroristischen Vereinigung sowie wegen des Mordes an Ibrahim Sofu ein. Nachdem Metin Kaplan am 25. März 1999 durch Einsatzkräfte der GSG 9 in Untersuchungshaft genommen worden war, begann gegen ihn am 8. Februar 2000 der Prozess unter Leitung des vorsitzenden Richters Ottmar Breidling vor dem Oberlandesgericht Düsseldorf. Gleichzeitig wurde bekannt, dass die Kaplan-Bewegung Kontakte zur Hizbullah (Türkei) unterhalten soll. Am 15. November 2000 wurde Kaplan wegen öffentlichen Aufrufs zu einer Straftat zu vier Jahren Haft verurteilt.
- Am 19. Dezember 2001 forderte Innenminister Otto Schily in einem Treffen mit seinem türkischen Amtskollegen eine Zusage, dass bei einem möglichen Todesurteil gegen Metin Kaplan die Todesstrafe nicht vollstreckt wird.
- Am 24. März 2003 endete die Strafhaft für Kaplan. Daraufhin erließ das Gericht zwischenzeitlich einen Auslieferungshaftbefehl, weshalb jener dennoch nicht freikam.
- Am 27. Mai 2003 wurde Kaplan aus der Haft entlassen, nachdem das Oberlandesgericht die Auslieferung Kaplans an die Türkei abgelehnt hatte und der Auslieferungshaftbefehl aufgehoben worden war.
- Am 27. August 2003 entschied das Verwaltungsgericht Köln, dass Kaplan in Deutschland bleiben darf. Er habe zwar kein Recht auf Asyl mehr, dürfe aber auch nicht abgeschoben werden, da ihm in der Türkei ein nicht rechtsstaatliches Strafverfahren drohe.
- Am 17. Oktober 2003 bestätigte das Bundesverfassungsgericht das Verbot der fundamentalistischen Vereinigung „Kalifatstaat“ vom Dezember 2001.
- Am 4. Dezember 2003 bestätigte das Oberverwaltungsgericht Münster das Kölner Urteil, wonach Kaplan kein Recht auf Asyl habe.
- Am 11. Dezember 2003 wurden bei einer bundesweiten Razzia rund 1.100 Wohnungen von Anhängern des verbotenen „Kalifatstaats“ durchsucht, darunter auch die Wohnung Kaplans.
- Am 19. Mai 2004 bestätigte das Kölner Verwaltungsgericht die von der Stadt Köln beantragte Ausweisung Kaplans. Damit wird Kaplan in Deutschland nur noch geduldet und besitzt keine Aufenthaltserlaubnis mehr.
- Am 26. Mai 2004 entschied das Oberverwaltungsgericht Münster, dass keine schwerwiegenden Hindernisse für die Abschiebung Kaplans vorliegen. Das Amtsgericht Köln erließ darauf einen Haftbefehl auf Antrag der Stadt Köln.
Kaplan wurde bei dem Versuch der Verhaftung nicht zu Hause angetroffen und darauf europaweit zur Fahndung ausgeschrieben. Die Fahndung und der Haftbefehl wurden jedoch einen Tag später am 27. Mai 2004 aufgrund einer Entscheidung des Verwaltungsgerichts Köln aufgehoben bzw. eingestellt, da das Urteil des Oberverwaltungsgerichts Münster noch nicht rechtskräftig und Revision vor dem Bundesverwaltungsgericht möglich war. Diese Information wurde dem Amtsgericht Köln bei der Erwirkung des Haftbefehls unterschlagen, so dass Kritiker von einem Erschwindeln des Haftbefehls sprachen.
- Am 28. Mai 2004 stellte Kaplan über seine Anwältin beim Kölner Ausländeramt einen Duldungsantrag. Später stellte sich heraus, dass Kaplan sich in der Wohnung eines Nachbarn im selben Gebäude aufgehalten hatte.
- Am 12. Oktober 2004 lehnte das Verwaltungsgericht Köln einen von Kaplan gestellten Antrag auf Abschiebeschutz ab; Kaplan wurde noch am selben Abend in die Türkei abgeschoben und bei seiner Landung von den türkischen Behörden festgenommen. Ihm wurde vorgeworfen, 1998 ein Attentat auf das Mausoleum Atatürks geplant zu haben. Er habe mit Hilfe eines sprengstoffbeladenen Flugzeugs die im Mausoleum versammelte Staatsspitze töten wollen.
- Am 7. Dezember 2004 wurde die Revision von Kaplan gegen seine Abschiebung durch das Bundesverwaltungsgericht zurückgewiesen.
- Am 20. Juni 2005 wurde er in der Türkei zu einer lebenslangen Haftstrafe verurteilt. Die Richter des Istanbuler Gerichts befanden ihn des Hochverrats für schuldig. Mit dem Urteil folgte man dem Antrag der Staatsanwaltschaft. Es sei erwiesen, dass Kaplan 1998 einen Anschlag auf das Atatürk-Mausoleum in Ankara befohlen habe. Er habe mit Hilfe eines sprengstoffbeladenen Flugzeugs die im Mausoleum versammelte Staatsspitze töten wollen.
Vor der Urteilsverkündung hatte er erklärt, er halte das Verfahren für nicht rechtsstaatlich. Einen Befangenheitsantrag gegen den Vorsitzenden Richter lehnte das Gericht zuvor ab.
- Am 30. November 2005 hob das Oberste Berufungsgericht das Urteil gegen Kaplan auf. Grund dafür waren Verfahrensfehler und nicht ausreichende Ermittlungen. Auch das im Juni in Kraft getretene neue Strafrecht musste in seinem Fall Anwendung finden.
- Im Oktober 2008 bestätigte ein türkisches Berufungsgericht die lebenslange Freiheitsstrafe. Kaplan wurde erneut für schuldig befunden.[8]
- Am 2. Juli 2010 wurde die Strafe durch ein Gericht in Istanbul auf 17 Jahre und sechs Monate reduziert.[9]
- Am 16. November 2016 wurde Kaplan aufgrund seiner Krebserkrankung frühzeitig aus der Haft entlassen.[3]